# 1086 Nata
1086 Nata este un asteroid din centura principală, descoperit pe 25 august 1927, de Serghei Beliavski și Nikolai Ivanov.